# Nuwara Eliya
Nuwara Eliya, (uttal ungefär nore:lija)[källa behövs] stad i Sri Lanka. Staden ligger i bergsområdet mitt på ön, på 1 990 meters höjd. Namnet betyder ljusstaden på singalesiska.
Under kolonialtiden var Nuwara Eliya en populär tillflyktsort för de brittiska kolonisatörerna, som uppskattade det milda klimatet i staden. I dag är den också ett populärt resmål för många lankeser, särskilt i samband med det tamilska och singalesiska nyåret i april. 
Trakten kring Nuwara Eliya präglas av teodlingar, men på grund av klimatet är området också det enda i landet där "europeiska" grönsaker, frukter och blommor kan odlas.

## Klimat
|                                            | Jan   | Feb  | Mar  | Apr   | Maj   | Jun   | Jul   | Aug   | Sep   | Okt   | Nov   | Dec   |
| ------------------------------------------ | ----- | ---- | ---- | ----- | ----- | ----- | ----- | ----- | ----- | ----- | ----- | ----- |
| Normaldygnets maximitemperaturs medelvärde | 20,0  | 21,1 | 22,5 | 22,8  | 21,4  | 18,9  | 18,5  | 18,7  | 19,2  | 19,8  | 19,7  | 19,4  |
| Normaldygnets minimitemperaturs medelvärde | 9,4   | 9,5  | 10,2 | 11,4  | 12,8  | 13,2  | 12,8  | 12,7  | 12,3  | 11,8  | 11,5  | 11,0  |
|                                            |       |      |      |       |       |       |       |       |       |       |       |       |
| Nederbörd                                  | 100,6 | 77,7 | 71,5 | 158,4 | 175,9 | 171,9 | 164,9 | 161,0 | 178,8 | 226,8 | 221,7 | 196,0 |

| Diagram | temperaturer i °C • månadsnederbörd i mm • Källa: WMO | temperaturer i °C • månadsnederbörd i mm • Källa: WMO | temperaturer i °C • månadsnederbörd i mm • Källa: WMO | temperaturer i °C • månadsnederbörd i mm • Källa: WMO | temperaturer i °C • månadsnederbörd i mm • Källa: WMO | temperaturer i °C • månadsnederbörd i mm • Källa: WMO | temperaturer i °C • månadsnederbörd i mm • Källa: WMO | temperaturer i °C • månadsnederbörd i mm • Källa: WMO | temperaturer i °C • månadsnederbörd i mm • Källa: WMO | temperaturer i °C • månadsnederbörd i mm • Källa: WMO | temperaturer i °C • månadsnederbörd i mm • Källa: WMO | temperaturer i °C • månadsnederbörd i mm • Källa: WMO |
|         | 101 20 9                                              | 78 21 10                                              | 72 23 10                                              | 158 23 11                                             | 176 21 13                                             | 172 19 13                                             | 165 19 13                                             | 161 19 13                                             | 179 19 12                                             | 227 20 12                                             | 222 20 12                                             | 196 19 11                                             |